# Wapen van Veluwe

Wapen van het waterschap Veluwe

Het wapen van Veluwe werd op 11 juni 2007 per koninklijk besluit aan het waterschap Veluwe verleend. In 2013 is het waterschap  met het waterschap Vallei en Eem opgegaan in het waterschap Vallei en Veluwe. Hiermee verviel het wapen van Veluwe.

## Blazoenering
De blazoenering luidt als volgt:
In sinopel drie verkorte golvende punt van zilver, uitgaande van de bovenrand en de twee onderste schildhoeken, in het hart vergezeld van een mispelbloem van zilver, geknopt en gepunt van goud. Het schild gedekt met een gouden kroon van vijf.
Het wapen bestaat uit een nispelbloem van zilver met daaromheen een groen veld. De golvende dwarsbalken zijn van zilver en ten slotte de kroon is een Markiezenkroon van goud.

## Geschiedenis
In 1999 ontwierp de Hoge Raad van Adel een wapen voor het waterschap Veluwe, het ontwerp werd al gauw door het waterschap afgewezen. Het waterschap vroeg daarop om het ontwerp aan te passen. Hierop reageerde het waterschap pas in 2007 weer. Toen werd het dossier opnieuw bekeken en werden er twee nieuwe ontwerpen aan het waterschap voorgelegd. Uiteindelijk werd het tweede wapen als waterschapswapen gekozen.
De nispelbloem in het wapen komt in alle drie de wapens van de opgeheven waterschappen Veluwe, Noord-Veluwe en Oost Veluwe voor. De kronkelende dwarsbalken verwijzen naar de drie opgeven waterschappen. Het groene gedeelte verwijst naar de landschapsschone natuur in het waterschap.

## Verwante wapens

Het wapen van het waterschap Noord-Veluwe
Het wapen van het zuiveringschap Veluwe
Het wapen van het waterschap Oost Veluwe